# Matthew Broderick
Matthew Broderick (21 de març del 1962, Nova York, Estats Units) és un actor i cantant estatunidenc conegut pels seus papers a Jocs de guerra, Ferris Bueller's Day Off, Temps de glòria, Adictes a l'amor o Election. Ha guanyat dos Premis Tony, a més de rebre nominacions per als Premis Emmy i als Globus d'Or.

## Biografia
Matthew Broderick va néixer a Nova York, fill de l'actor James Wilke Broderick i de Patricia Biow, escriptora, pintora, actriu i dramaturga. La seva mare era jueva, i el seu pare catòlic d'ascendència irlandesa. Matthew va anar a l'escola City & Country School; i a Walden School a la secundària, un institut privat a Manhattan.
El 19 de maig del 1997 es casà amb Sarah Jessica Parker.

## Filmografia
- Jocs de guerra (WarGames) (1983)
- Max Dugan Returns (1983)
- Lady Falcó (1985)
- Ferris Bueller's Day Off (1986)
- Projecte X (1987)
- Biloxi Blues (1988)
- Temps de glòria (1989)
- El passerell (1990)
- Negocis de família (1990)
- El balneari de Battle Creek (The Road to Wellville) (1994)
- La senyora Parker i el cercle viciós (Mrs. Parker and the Vicious Circle) (1994)
- The Lion King (1994) (veu de Simba adult)
- Un boig a domicili (The Cable Guy) (1996)
- Infinity (1996)
- Adictes a l'amor (1997)
- The Lion King II (1998) (veu de Simba)
- Godzilla (1998) (1998)
- Inspector Gadget (1999)
- Election (1999)
- Pots comptar amb mi (2000)
- Marie and Bruce (2004)
- Les dones perfectes (2004)
- The Lion King III (2004) (veu de Simba adolescent i adult)
- L'últim cop (2005)
- Tornant a l'insti (2005)
- Deck the Halls (2006)
- Els productors (The Producers) (2006)
- Bee Movie (2007) (veu d'Adam Flayman)
- Un Dia de la Neu pels Nans, Els Corbs i Els Voltors (2007) (veu de Ziggy)
- Margaret (2011)
- Tower heist (2011)
- El parc màgic (Wonder Park) (2019)
- No Hard Feelings (2023)

### Televisió
| Any        | Títol                        | Paper                   | Notes |
| ---------- | ---------------------------- | ----------------------- | --- |
| 1981       | Lou Grant                    | Mike                    | Debut en televisió Episodi: "Generations"                                                                |
| 1985       | Faerie Tale Theatre          | Príncep Henry           | Episodi: "Cinderella"                                                                                    |
| 1985       | Master Harold...and the Boys | Hally Ballard           | Telefilm Nominat al Premi CableACE a Millor Actor Dramàtic                                               |
| 1988, 1998 | Saturday Night Live          | D'ell mateix (amfitrió) | 2 episodis                                                                                               |
| 1993       | A Life in the Theatre        | John                    | Telefilm Nominat al Premi Primetime a Destacat Actor Secundari en Minisèrie o Telefilm                   |
| 1995       | Frasier                      | Mark (veu)              | Episodi: "She's the Boss"                                                                                |
| 1996       | The West                     | William Swain (veu)     | Episodi: "Speck of the Future"                                                                           |
| 2003       | The Music Man                | Professor Harold Hill   | Televisió                                                                                                |
| 2008, 2012 | 30 Rock                      | Cooter Burger           | 2 episodis Nominat al Premi Gold Derby a Millor Actor de Sèrie de Comèdia                                |
| 2009       | Cyberchase                   | Max (veu)               | Episodi: "Father's Day"                                                                                  |
| 2010, 2015 | Louie                        | D'ell mateix            | 2 episodis                                                                                               |
| 2010       | Beach Lane                   | Mike Brennan            | Pilot |
| 2012       | Adventure Time               | Dream Warrior (veu)     | Episodi: "Who Would Win"                                                                                 |
| 2012       | Modern Family                | Dave                    | Episodi: "Mistery Date" Nominat al Premi de l'Associació a Millor Actor Convidat en televisió o film web |
| 2013       | Untitled Tad Quill project   | Jack Lewis              | Pilot |
| 2015       | The Jim Gaffigan Show        | D'ell mateix            | Episodi: "Wonderful"                                                                                     |
| 2016       | Adventure Time               | Esperit del Bosc (veu)  | Episodi: "Flute Spell"                                                                                   |
| 2017       | BoJack Horseman              | Joseph Sugarman (veu)   | 2 episodis                                                                                               |
| 2017       | A Christmas Story Live!      | Narrador                | Especial de TV                                                                                           |
| 2018–2019  | The Conners                  | Peter                   | 4 episodis                                                                                               |
| 2019       | At Home with Amy Sedaris     | Cliff                   | Episodi: "Teenagers"                                                                                     |
| 2019       | Saturday Night Live          | Mike Pompeo             | Episodi: "Phoebe Waller-Bridge/ Taylor Swift"                                                            |
| 2019       | Daybreak                     | Michael Burr            | Paper principal                                                                                          |